# Eléni Chatziliádou
Eléni Chatziliádou (grec moderne : Ελένη Χατζηλιάδου) est une karatéka grecque née le 29 juillet 1993. 

## Carrière
Elle a remporté une médaille de bronze en kumite plus de 68 kg aux championnats du monde de karaté 2012 à Paris.
Elle remporte la médaille d'argent en plus de 68 kg aux Jeux méditerranéens de 2018 à Tarragone.
Elle est médaillée d'or en plus de 68 kg aux Championnats du monde de karaté 2018 à Madrid.
Elle est médaillée d'argent des plus de 68 kg aux Championnats d'Europe de karaté 2018 à Novi Sad et aux Championnats d'Europe de karaté 2019 à Guadalajara.